# Шувалов, Сергей Гаврилович
Сергей Гаврилович Шувалов (7 марта 1932 — 5 апреля 2003) — советский государственный и партийный деятель, народный депутат и член Верховного Совета СССР (1989—1991).

## Биография
В 1941 году, во время войны, был эвакуирован в Верхнеуральск. Выпускник магнитогорского ремесленного училища № 13. В 1943 году в 11 лет начал работать на Магнитогорском металлургическом комбинате. Вернувшись из эвакуации поступил на работу на Московский электрозавод имени Куйбышева. В 1946—1949 учился три года в Московском музыкальном училище им. Ипполитова-Иванова. В 1949—1966 годах музыкант Московского военного оркестра, а затем музыкант Кремлевского оркестра Почётного караула.
В 1961 году выпускник исторического факультета МГУ. Прошёл обучение в Высшей партийной школе и аспирантуру в Академии общественных наук при ЦК КПСС. В 1981 защитил кандидатскую диссертацию на соискание степени кандидата исторических наук «Деятельность КПСС по совершенствованию подготовки и повышению квалификации пропагандистов системы партийной учёбы (1971—1981 гг.)». С 1994 года член Союза писателей России.
В 1966 году перешёл на партийную работу. Сначала в аппарате Первомайского районного комитета города Москвы, затем в Московском горкоме КПСС, где работал до 1968. В 1968—1984 был инструктором отдела пропаганды ЦК КПСС. С 1984 года — первый заместитель председателя Всесоюзного добровольного общества любителей книги.
В 1989 году избран Народным депутатом СССР от Всесоюзного добровольного общества любителей книги при квоте в 1 мандат и заместителем Председателя Комиссии Совета Национальностей Верховного Совета СССР по вопросам развития культуры, языка, национальных и интернациональных традиций, охраны исторического наследия. 1 декабря 1991 года указом М. С. Горбачёва включён в состав делегации для обсуждения с представителями Литвы «комплекса политических, социальных и экономических вопросов». Руководил авторским коллективом для подготовки «Закона о языках народов СССР».
Был членом редакционной коллегии журнала «Библиотека», редакционного совета альманаха «Библиофил», научно-редакционного совета сборника «Книга. Исследования и материалы». Участвовал в создании в Москве Музея-квартиры И. Д. Сытина и Музея экслибриса МСК. Участвовал в проведении международных конгрессов защиту книга и акции ЮНЕСКО по проблеме формирования интереса к чтению.
С 1992 по 2003 год председатель исполнительного комитета Международного сообщества книголюбов.
С 1993 года возглавил Кунцевскую районную организацию КПРФ, затем глава Западной окружной организации КПРФ Москвы, член бюро городского комитета КПРФ
На выборах 1995 баллотировался в Государственную Думу по одномандатному Кунцевскому округу, но избран не был.
В 1998 году был одним из инициаторов воссоздания Академии Российской словесности. Стал вице-президентом этой Академии, а также Российского фонда чтения имени Н. А. Рубакина, был действительным членом Международной академии информатизации, членом Союза журналистов. Автор нескольких сборников стихов и прозы. Ему было присуждено звание «Заслуженный работник культуры РФ»..
В 2003 году был инициатором создания музея миниатюрной книги.

## Публикации
- Шувалов С. Г. Деятельность КПСС по совершенствованию подготовки и повышению квалификации пропагандистов системы партийной учёбы (1971—1981 гг.). Автореф. дис. . канд. ист.наук. М., 1981. — 26 с. — В налзаг.: Акад. обществ. наук при ЦК КПСС.
- Шувалов С. Г., Марин А. П., Новикова И. А. Всесоюзное добровольное общество любителей книги. М. 1985. 33 с.
- Шувалов С. Г. Общество пропагандистов книги // Альманах библиофила. — Вып. 19. — Москва, 1985. — С. 40-50.
- Шувалов С. Г., Гарин Г. Ф. (сост.) III съезд Всесоюзного общества любителей книги. Москва, 18-19 октября 1984 года : общественно-политическая литература : — М. : Книга, 1985. — 160 с.
- Выступление на Пресс-конференции. В опале — классики. 17.09.1985
- Шувалов С. Г. Всесоюзное добровольное общество любителей книги в системе идеологических организаций страны. // Книга : Исслед. и материалы.— 1989. — Сб. 58.— С. 35—42.
- Шувалов С. Г. Предисловие. c. 5-26. // Почтовик П. Д. Споря с фолиантами. Ч. 1. — Москва : Кн. и бизнес, 1992. — 320 с.; ISBN 5-212-00159-5
- Шувалов С. Г. Главный книголюб страны. // И. В. Петрянов-Соколов. О себе и своем деле, о нём и о его делах. М. Издат. 1999. c. 420—421
- Шувалов С. Г. Ода мини-книге. Баку: [б. и.], 2002. 59 с.

### О нём
- Засухина-Петрянова Г. Д. С. Г. Шувалов — Человек. Друг. Гражданин. // Альманах библиофила. — Вып. 33. Юбилейный выпуск 2009. C. 60-62. https://imwerden.de/pdf/almanakh_bibliofila_vyp_33_2009__ocr.pdf

## Награды
- 1986 орден «Знак Почета»
- медаль «За доблестный труд в Великой Отечественной войне 1941—1945 гг.»
- и другие медали